# Martin Hapiák
Martin Hapiák (* 5. ledna 1971) je bývalý český fotbalista, obránce.

## Fotbalová kariéra
V české lize hrál za FK Jablonec. Nastoupil ve 9 ligových utkáních a dal 1 ligový gól. V nižších soutěžích hrál za 1. FC Brümmer Česká Lípa.

## Ligová bilance
| Ročník                          | Zápasy | Góly | Klub                     |
| ------------------------------- | ------ | ---- | ------------------------ |
| Česká fotbalová liga 1995/96    | -      | 8    | 1. FC Brümmer Česká Lípa |
| 2. česká fotbalová liga 1996/97 | 27     | 1    | 1. FC Brümmer Česká Lípa |
| 2. česká fotbalová liga 1997/98 | 19     | 3    | 1. FC Brümmer Česká Lípa |
| 2. česká fotbalová liga 1998/99 | 9      | 0    | 1. FC Česká Lípa         |
| Gambrinus liga 1998/99          | 9      | 1    | FK Jablonec              |
| CELKEM 1. česká liga            | 9      | 1    |                          |